# 荔非元禮
荔非元禮（8世纪？—762年），唐朝将领。官至镇西、北庭行营节度使，河中节度使。
荔非元礼开始担任裨将，兼御史中丞。至德三载（758年）镇西、北庭行营节度使李嗣业屯驻河内。三月二十一日，北庭兵马使王惟良阴谋叛乱，被李嗣业与荔非元礼讨杀。乾元二年（759年）正月二十八日，李嗣业在攻打邺城时，被乱箭射中，去世。兵马使荔非元礼代他领军。三月二十五日，唐肃宗以卫尉卿荔非元礼为怀州刺史，权镇西、北庭行营节度使。
史思明率董秦等将领军攻打河阳。夜晚，董秦率领部下五百人，投降了李光弼。李光弼亲率兵在城外设置了木栅，栅外又挖壕沟，宽深二丈。十月十二日，燕军大将周挚全力来。李光弼命荔非元礼率精兵，在城外的低垣内迎击。李光弼于城东北角树起一面小红旗，在那里观察。李光弼见燕军逼近，就派人问荔非元礼：“你看见叛军填壕开栅准备通过，却安然不动，这是为什么呢？”荔非元礼说：“李公想坚守，还是想出战？”李光弼说：“想出战。”荔非元礼说：“如果想出战，叛军正是在为我们填壕，为什么要禁止？”李光弼说：“你的计策好，我没有想到，希望你努力。”荔非元礼等到燕军打开栅门时，就率敢死队突出攻打燕军，击退了敌人数百步。荔非元礼想到燕军的战阵坚固，难以轻易摧垮，就领兵退下，想等燕军大意时再进攻。李光弼见荔非元礼率兵退来，大怒，派人去召荔非元礼，想要杀他。荔非元礼说：“战斗正急，召我何事？”于是领兵退入栅中。燕军不敢紧逼。过了一会儿，荔非元礼率兵擂鼓呼叫杀出栅门，突然发起袭击，打败了燕军。
荔非元禮以功加骠骑大将军。上元二年（761年），李光弼进收洛阳，军败，荔非元礼转到义成。后来在河中府担任河中节度使。宝应元年（762年）二月十五日，河中军乱，李国贞、荔非元礼遇害。